# Izier (Frankrijk)
Izier is een gemeente in het Franse departement Côte-d'Or (regio Bourgogne-Franche-Comté) en telt 662 inwoners (2005). De plaats maakt deel uit van het arrondissement Dijon.

## Geografie
De oppervlakte van Izier bedraagt 7,5 km², de bevolkingsdichtheid is 88,3 inwoners per km².
De onderstaande kaart toont de ligging van Izier (Frankrijk) met de belangrijkste infrastructuur en aangrenzende gemeenten.

## Demografie
Onderstaande figuur toont het verloop van het inwonertal (bron: INSEE-tellingen).